# Dicyema aegira
Dicyema aegira är en djurart som tillhör fylumet rhombozoer, och som beskrevs av Bayard Harlow McConnaughey och Kritzler 1952. Dicyema aegira ingår i släktet Dicyema och familjen Dicyemidae. Inga underarter finns listade i Catalogue of Life.